# Brian Völkner
Brian Völkner (* 31. August 1992 in Freiberg, Sachsen) ist ein deutscher Schauspieler.

## Leben
Brian Völkner sammelte erste schauspielerische Erfahrungen bereits während seiner Schulzeit beim Theaterjugendclub Freiberg, wo er von 2008 bis 2012 Mitglied war. Außerdem wirkte er als Jugendlicher von 2009 bis 2012 in mehreren Produktionen des Mittelsächsischen Theater Freiberg/Döbeln mit.
Nach dem Abitur studierte er zunächst ein Jahr Gartenbauwissenschaften in Dresden, bevor er sich für ein Schauspielstudium entschied und sich bei drei Schauspielschulen bewarb, von denen zwei ihm einen Studienplatz anboten. Seine Schauspielausbildung erhielt er ab 2012 an der Hochschule für Musik und Theater „Felix Mendelssohn Bartholdy“ in Leipzig, wo er am Schauspielinstitut »Hans Otto« studierte.
Von 2014 bis 2016 war er Mitglied des Schauspielstudios am Schauspiel Leipzig. Dort spielte er u. a. den kleinen Walter in der Uraufführung des Stücks Die zweieinhalb Leben des Henrich Walter Nichts von Lukas Linder an der Seite von Ulrich Brandhoff. Seit der Spielzeit 2016/17 ist er festes Ensemblemitglied am Schauspiel Leipzig. Er trat dort zunächst als Roller/Grimm/Schwarz in Die Räuber (Premiere: Juni 2016, Regie: Gordon Kämmerer) und in der Spielzeit 2017/18 in der Uraufführung des Leipziger Auftragswerks Eigentlich müssten wir tanzen nach dem Katastrophenroman von Heinz Helle auf. 2018 war er beim Sommertheater des Leipziger Schauspiels im Hof des Gohliser Schlösschens der junge Chevalier Danceny in Gefährliche Liebschaften.
In der Spielzeit 2018/19 stand er u. a. wieder als Chevalier Danceny, als Ben in Lazarus (Autoren: David Bowie/Enda Walsh) und in Süßer Vogel Jugend auf der Bühne.
Brian Völkner verantwortet und präsentiert am Leipziger Schauspiel seit mehreren Spielzeiten den Liederabend Kitsch und Krempel, bei dem er gemeinsam mit Kollegen Schlager und Chansons vorstellt. Mittlerweile findet die Veranstaltung im Kupfersaal Leipzig statt. Gemeinsam mit Peter Treuner und Jens Eulenberger gehörte er zum Ensemble des Leipziger Kabarett-Ensembles „Academixer“. Seit der Spielzeit 2018/19 leitet er außerdem den „Club ü31“, einen Spielclub für Erwachsene am Schauspiel Leipzig.
Bei Film- und Fernsehproduktionen arbeitete er u. a. mit Tilman und Karl-Friedrich König, Volker Schmidt-Sondermann, Oliver Hirschbiegel, Dominik Graf und Gregor Schnitzler zusammen. Für das ZDF verkörperte er in der Terra-X-Dokureihe den Ulmer Schuhmacher Hans Heberle, einen Chronisten des Dreißigjährigen Krieges. In dem TV-Film Lotte am Bauhaus (2019) spielte er den rechtsnationalen Studenten Gross.
Für den MDR wirkte Völkner in mehreren Hörspielen mit. Er lebt in Leipzig.

## Filmografie (Auswahl)
- 2016: Der schwarze Nazi (Kinofilm)
- 2016: Die tödliche Grenze (Dokumentarfilm)
- 2017: Der gleiche Himmel (Fernsehfilm)
- 2018: Terra X – Der Dreißigjährige Krieg (Dokumentarfilm)
- 2018: Hanne (Fernsehfilm)
- 2019: Lotte am Bauhaus (Fernsehfilm)
- 2019: Die Neue Zeit (Fernsehserie)
- 2021: Fabian oder Der Gang vor die Hunde (Kinofilm)
- 2022: Spreewaldkrimi: Die siebte Person (Fernsehreihe)
- 2024: In aller Freundschaft – Die jungen Ärzte (Fernsehserie, Folge Frieden)

## Hörspiele (Auswahl)
- 2017: Frank Naumann: Pfarrer Weltsprech und Doktor Hoffnung – Redaktion und Regie: Steffen Moratz
- 2018: Thilo Reffert: Karl Marx statt Chemnitz – Regie: Stefan Kanis